# Renato Corona
Renato Tereso Antonio Coronado Corona (15 de outubro de 1948 – 29 de abril de 2016) foi um juiz filipino que foi o 23.º Chefe de Justiça da Suprema Corte das Filipinas de 2010 a 2012. Ele serviu como juiz associado após ser nomeado pela presidente Gloria Macapagal Arroyo em 9 de abril de 2002, e mais tarde como Chefe de Justiça em 12 de maio de 2010, após a aposentadoria do Chefe de Justiça Reynato Puno.
Anteriormente, Corona foi professor de direito, advogado privado e membro do Gabinete dos ex-presidentes Fidel V. Ramos e Gloria Macapagal Arroyo antes de ser nomeado para o tribunal superior.
A indicação de Renato Corona a Chefe de Justiça da Suprema Corte por Arroyo, dois dias após as eleições de 2010 e pouco mais um mês antes do fim do mandato presidencial, rendeu muitas críticas devido ao momento da nomeação e foi considerada uma estratégia da presidente cessante para se proteger de futuras investigações.
No cargo, Corona foi acusado de não divulgar seus patrimônios financeiros conforme exigido pela constituição.
Em 12 de dezembro de 2011, 188 membros da Câmara dos Representantes das Filipinas aprovaram seu impeachment.  O caso passou a tramitar posteriormente no Senado das Filipinas e, em 29 de maio de 2012, após um julgamento de 44 dias, os 23 senadores finalmente decidiram (com 20 votos favoráveis e 3 contrários) que Corona era culpado de violar algumas leis da Constituição das Filipinas tornando-se o primeiro funcionário governamental filipino a ser removido por impeachment. A principal acusação foi que Corona não declarou seus US$ 2,4 milhões em ativos em contas offshore, conforme exigido por lei. 
Corona morreu em 29 de abril de 2016 no The Medical City em Pasig devido a complicações de um ataque cardíaco, aos 67 anos.